# Neocalyptis lacernata
Neocalyptis lacernata (Yasuda, 1975) è una falena appartenente alla famiglia Tortricidae, endemica del Giappone.